# 火与怒
《火与怒：川普的白宮內部》（英語：Fire and Fury: Inside the Trump White House）是由迈克尔·沃尔夫（Michael Wolff）在2018年撰写的一本书，详细描述了美国总统唐纳德·特朗普和他在2016年总统竞选中的班子以及其白宫工作人员的行为。这本书重点介绍了特朗普的行为、白宫高级官员之间的混乱以及前白宮首席策略師史蒂芬·班农对特朗普家族的贬损评论。特朗普被他的白宫工作人员鄙夷，沃尔夫说“他身边的人100％”认为特朗普不适合担任总统。
该书标题取自川普之前对朝鲜发出威胁时所采用的词句。自1月3日上线以来，该书成为了畅销书，在亚马逊的纸本印刷、电子书、有声书和苹果的iBooks商店均取得极大销售量。1月4日，川普的律师向作者和出版商发出了停终信函，试图阻止该书的出版。但亨利·霍尔特出版公司无视了川普的威胁，且把出版日期提前。在1月5日之前，已经销售和接到了一百多万本书的订单。